# Fossoppia pirata
Fossoppia pirata är en kvalsterart som beskrevs av Sandór Mahunka 1994. Fossoppia pirata ingår i släktet Fossoppia och familjen Oppiidae. Inga underarter finns listade i Catalogue of Life.